# Phalloceros titthos
Phalloceros titthos är en fiskart som beskrevs av Paulo Henrique Franco Lucinda 2008. Phalloceros titthos ingår i släktet Phalloceros och familjen Poeciliidae. Inga underarter finns listade i Catalogue of Life.